# 224 (liczba)
224 (dwieście dwadzieścia cztery) – liczba naturalna następująca po 223 i poprzedzająca 225.

## W matematyce
- 224 to liczba złożona
- 224 to liczba nadmiarowa[1]
- 224 to liczba praktyczna[2]
- 224 to liczba Nivena[3]
- 224 to suma sześcianów dwóch liczb całkowitych dodatnich 
{\displaystyle 224=2^{3}+6^{3}}
- 224 to suma sześcianów czterech kolejnych liczb całkowitych dodatnich 
{\displaystyle 224=2^{3}+3^{3}+4^{3}+5^{3}}

## W astronomii
- planetoida (224) Oceana
- galaktyka spiralna NGC 224, zwana też Galaktyką Andromedy (w katalogu Messiera oznaczona jako M31)
- kometa 224P/LINEAR-NEAT